# Anne Malherbe
Pour les articles homonymes, voir Malherbe.
Anne Malherbe, née le 16 décembre 1968 à Namur (Belgique), est l’épouse de l'ex-président équatorien, Rafael Correa, depuis 1992.
De nationalité belge, c'est pendant ses études à l'Université catholique de Louvain qu'elle rencontre son futur mari.
Anne Malherbe enseigne au lycée français de Quito et a trois enfants.
Durant la campagne de l’élection présidentielle de 2006, elle se tient à l’écart de la politique et des médias, n’accordant que de rares entretiens à la presse. Durant ceux-ci elle déclare n’avoir aucune connaissance de la politique, ne pas vouloir y jouer un rôle, et avoir des réticences à endosser la charge de première dame, considérant que les gens votent pour un candidat et non pour son épouse.
Elle refuse de prendre la direction de l’Institut national de l’enfant et de la famille (Innfa), charge traditionnellement dévolue à l’épouse du président.
Après la fin de la présidence de Correa, le couple a déménagé en Belgique.

## Tension diplomatique entre l’Équateur et la Belgique
Le 29 juillet 2007, Anne Malherbe en séjour privé en Belgique prend position contre l’enfermement durant un mois et l'expulsion de deux Équatoriennes (Ana Cajamarca et sa fille de onze ans, Angelica). Quelques jours après que Rafael Correa leur a rendu visite au centre fermé 127 bis de Steenokkerzeel, elle s’y rend à son tour déclarant à sa sortie avoir honte d’être belge face à cette situation.
Quelques jours plus tard, lors d’un entretien accordé à une agence de presse espagnole, elle dénonce la politique d’immigration hypocrite et les pratiques « propres à la Gestapo » des autorités belges. Ces déclarations sont jugées « offensantes » et « infondées » par le ministre belge des Affaires étrangères Karel De Gucht qui, bien qu'Anne Malherbe soit de nationalité belge et se soit exprimée en son nom propre, convoque l’ambassadeur de l’Équateur .
Par la suite, Anne Malherbe a précisé que ses paroles avaient été sorties de leur contexte, et qu’elle n'avait jamais eu l’intention d'assimiler les méthodes policières utilisées à celles de la Gestapo, qu’elle avait réagi en tant que mère de famille et n’avait jamais suivi de cours de diplomatie.